# Коррадини, Георг
Георгий Вильгельмович (Иванович) Коррадини (итал. Giorgio Corradini; 1810 Лукка, Флоренция, — 1891, Санкт-Петербург, Российская империя) — итальянский живописец и рисовальщик.

## Биография
Георг Коррадини выходец из итальянского города Лукка, (по другим данным Флоренции), — прибыл в Тифлис в 1840-х годах. «Кавказский календарь» в 1847—1853 годах упоминает его в числе Тифлисских художников. В Тифлисской гимназии он преподавал рисование и чистописание. Проживал в доме Лорис-Меликова на улице Гановской (ныне улица Г. Табидзе).
Георг Коррадини был хорошо образован, владел несколькими языками, окончил курс в Лукском королевском лицее, был бакалавром физико-математических наук, считался мастером живописи. Проходил службу в Итальянской армии, дослужился до офицера, позже перебрался в Россию. Во время русско-турецкой в 1853 году, поступил на военную службу в 82-й Дагестанский пехотный полк, откуда в следующем году прапорщиком перевелся в Нижегородский 17-й драгунский полк. В его составе Коррадини прошел всю Турецкую кампанию. 17 сентября 1855 года участвовал в штурме города Карс. Был награждён орденом Св. Анны 4-й степени. Принимал участие в походах в Чечню и Дагестан.
Коррадини дослужился до майора, а в 1871 году вышел в отставку и уехал в отпуск в Италию, где занимался скульптурой. Выполненную им большую, высеченную из мрамора фигуру императора Александра II приобрела Российская академия художеств. На склоне лет Коррадини вернулся в Петербург, где и скончался в 1891 году. Похоронен на Волковом кладбище в римско-католической его части.

## Творчество
Коррадини как художник пользовался успехом ещё при жизни, многие коллекционеры охотились за его работами. Две миниатюры художника находятся в литературном музее грузии им. Г. Леонидзе, на одной изображена дочь царя Ираклия II и царицы Дареджан, Текле (1776—1846). На другой — её муж Вахтанг Орбелиани (1769—1812) в военном мундире. Коррадини также создал картину акварельным портретом последней грузинской царевны М. И. Агамалян.
Художнику принадлежит не менее 11 живописных работ, подписанных автором по-французски, изображающих первые постановки спектакля «Раздел», который был поставлен в первой мужской тифлисской гимназии в 1850 году. На титульном листе Коррадини сделал по-французски дарственную надпись Александру II, посетившему Грузию в 1850 году.
Известны его портреты Кавказского наместника генерала Н. Н. Муравьева, наиба имама Шамиля Хаджи-Мурата, участника Кавказской войны Эски Мичиковского, кавказских горцев, офицеров Нижегородского драгунского полка, полкового лагеря в селе Бозгалы. Коррадини изобразил себя среди офицеров полка с карандашом и бумагой в руках.
Коррадини рисовал Шамиля, его сыновей и наибов. Эти портреты стали потом часто использоваться в различных публикациях о Кавказе.

## Кавказские типажи Коррадини

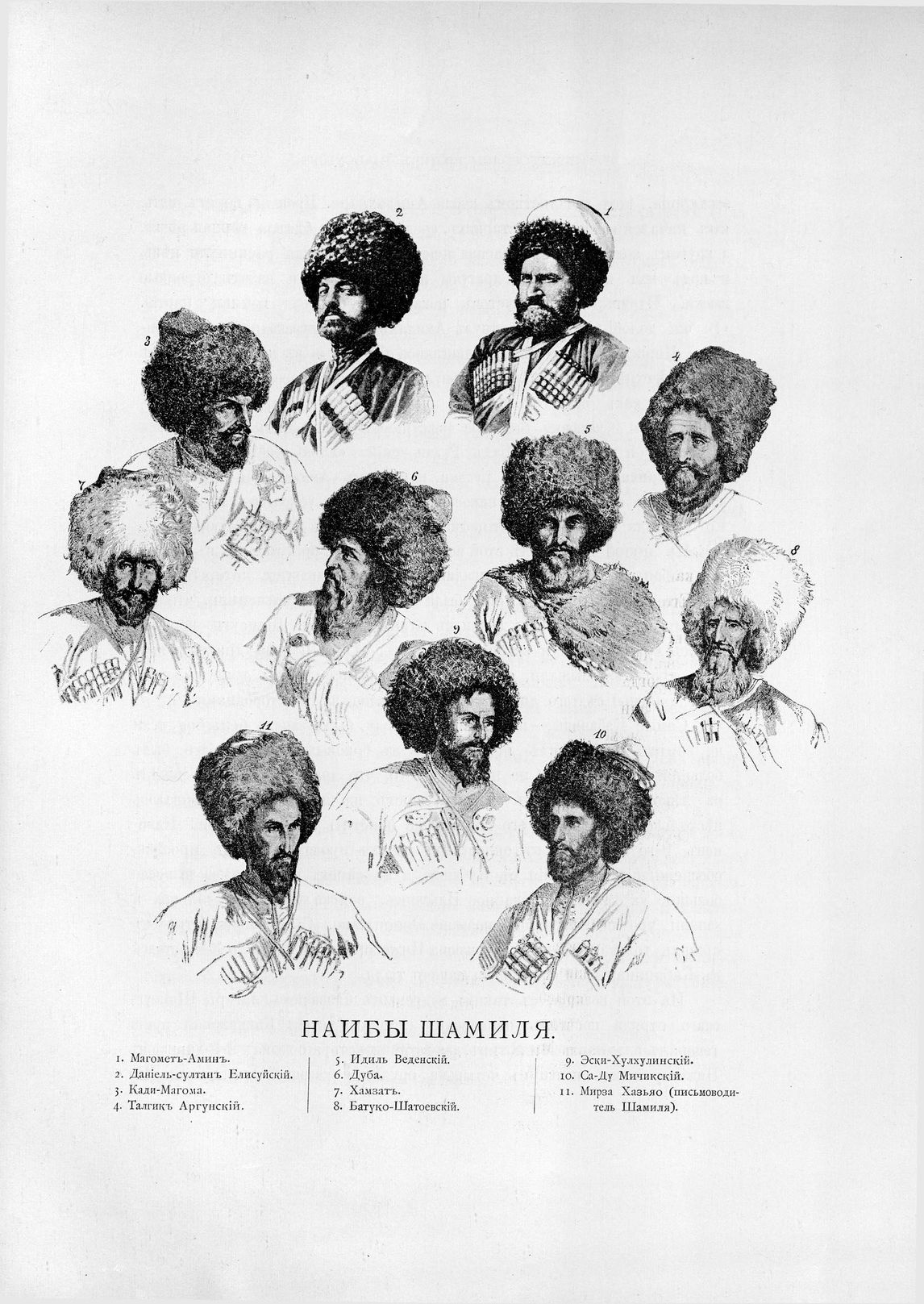
Наибы Шамиля
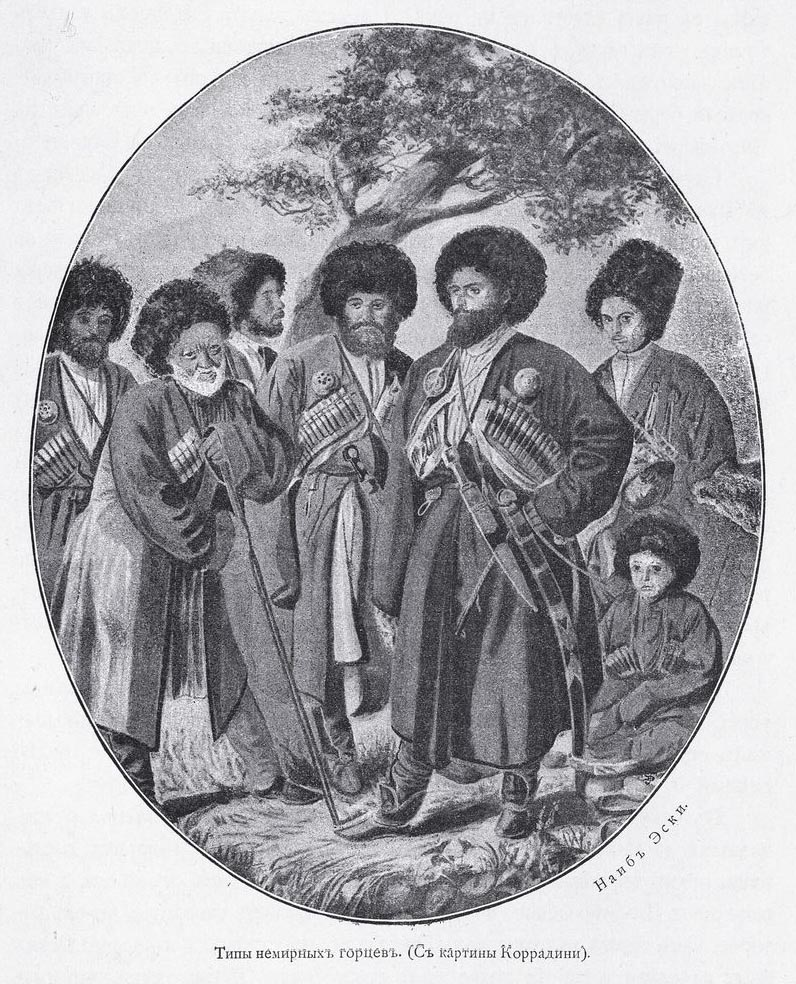
Эски Мичиковский
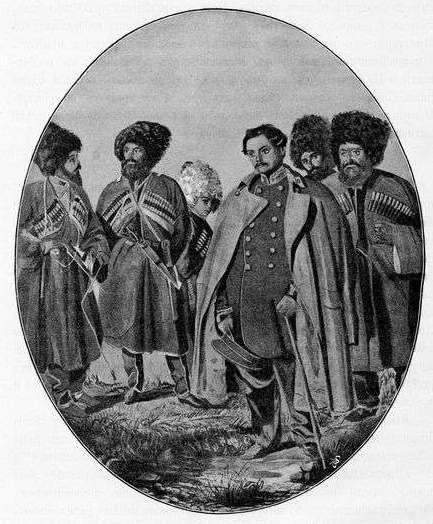
Типы мирных горцев (с акварели Коррадини)
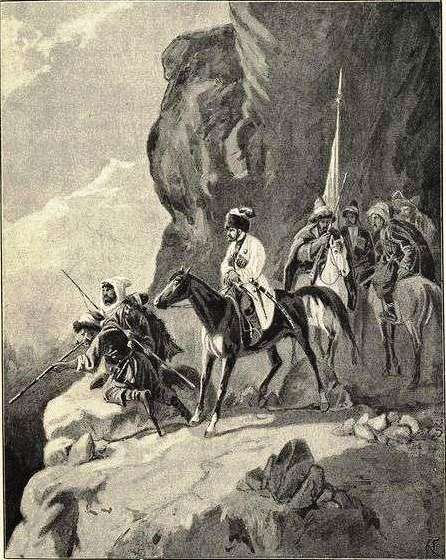
Хаджи-Мурат с партией
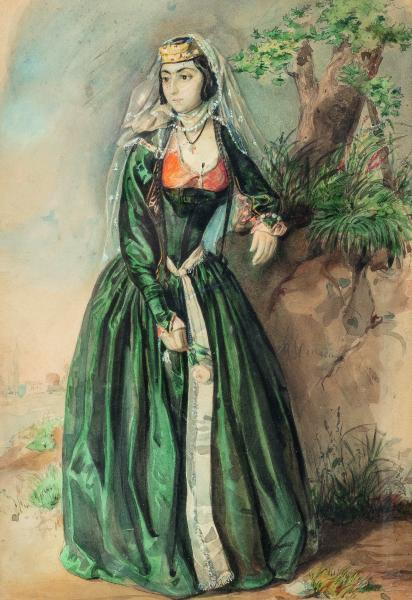
Мария Агамалиан (1808-1882)
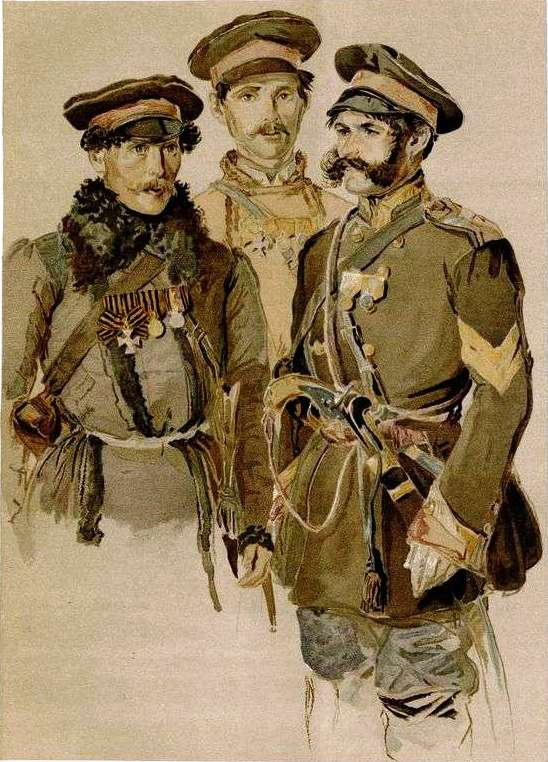
Типы Нижегородскаго полка 1956 год
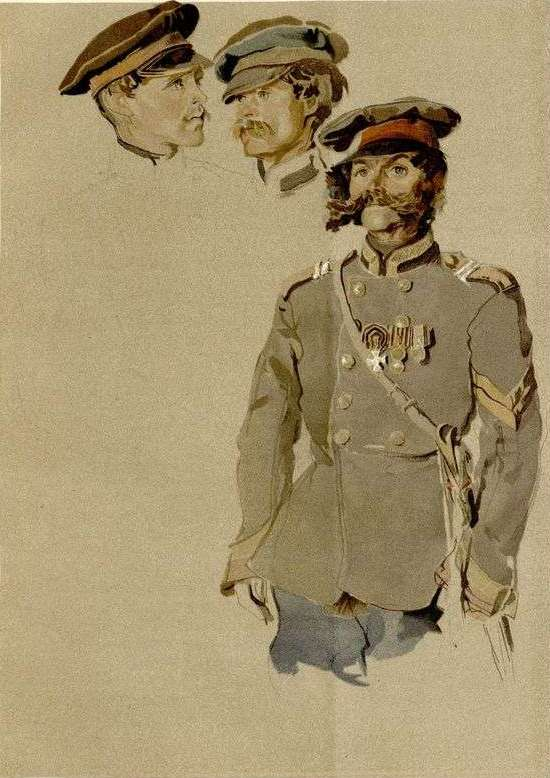
Типы Нижегородскаго полка 1956 год
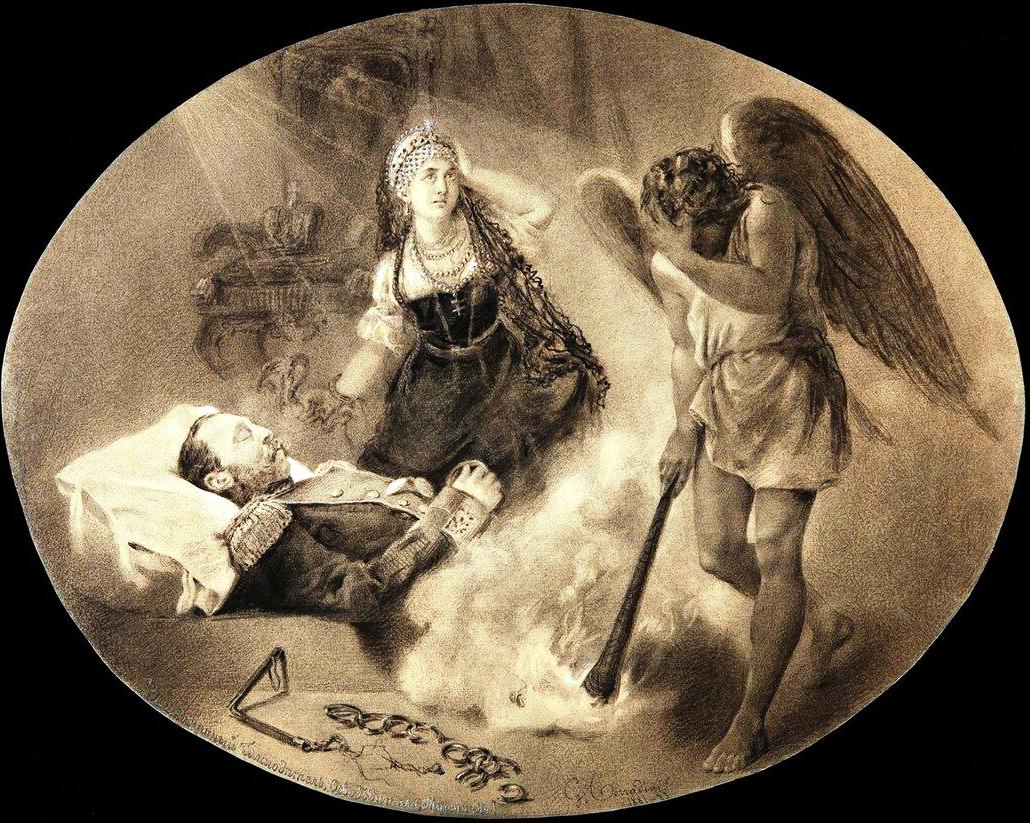
Император Александр II на смертном одре

Исполнители ролей в спектакле «Раздел», 1850 год.
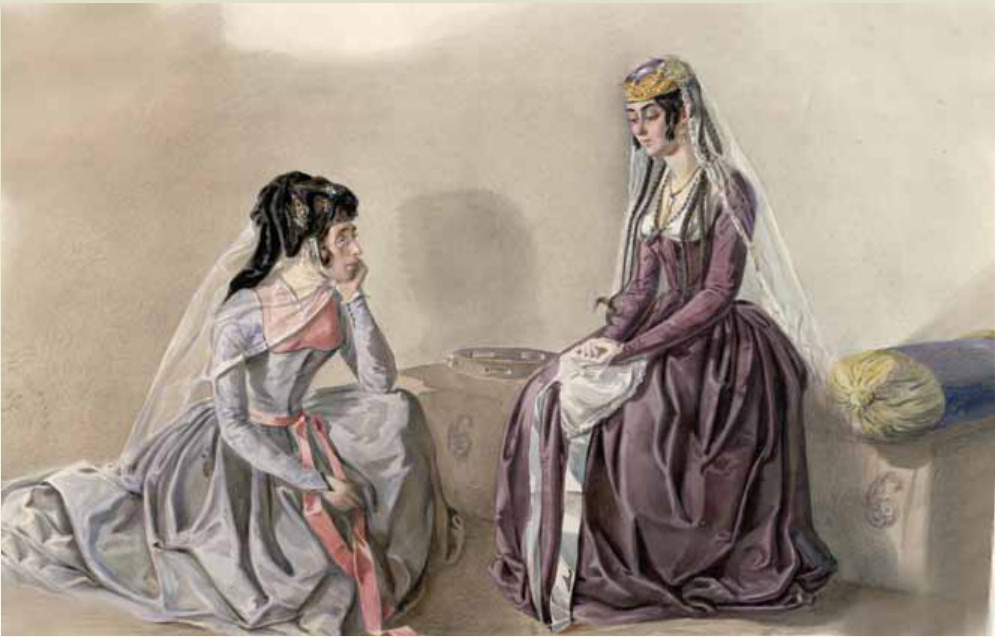
Слева Мариам Эристави в роли Гордашверди. Справа Анастасия Эристави в роли Нино Дидебулидзе
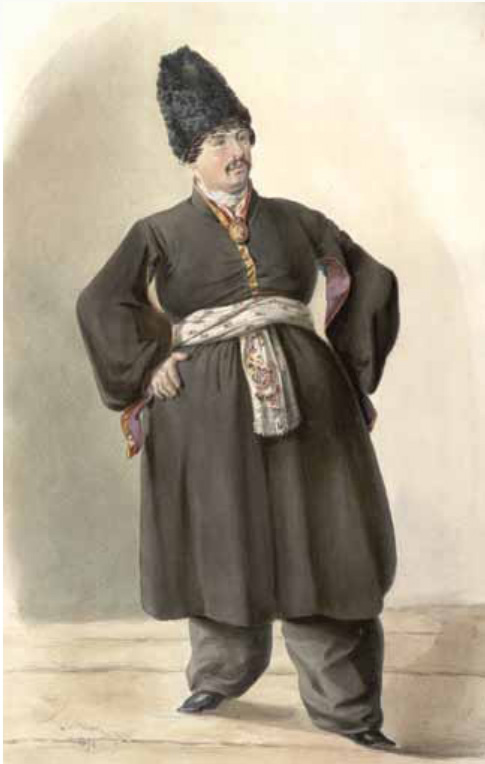
Георгий Эристави в роли армянина
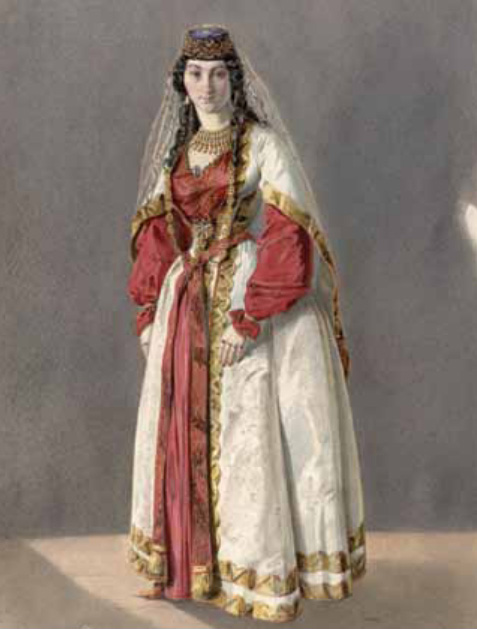
Элене Эристави в роли грузинки
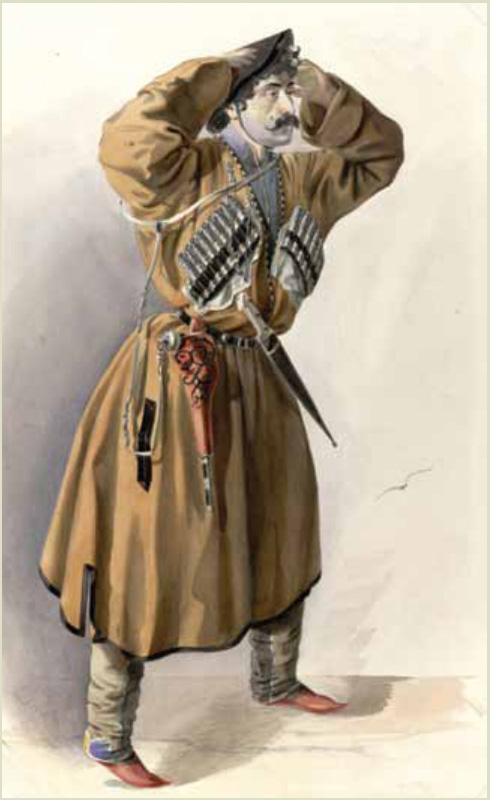
Князь Георгий Эристави в роли имеретинского князя